# Бенгалія (набобство)
Бенгалія — держава, що постала на північному сході Індії із початком занепаду Великих Моголів. Керувалася набобами. Правління тривало близько 50 років. Внаслідок конфлікту з Британською Ост-Індською компанію втратила незалежність. Стала першим великим володінням англійців в Індії. З цього почалося загарблення усього Індостану.

## Історія
Засновником набобства став Муршид Кулі-хан, який походив з брамінської родини. Замолоду прийняв іслам. Кар'єру розпочав за падишаха Ауранґзеба. займав посаду дивані (голова фінансів) на землях захоплено султанату Голконда, де добре проявив себе. Згодом був призначений дивані Бенгалії. За правління Фарук-сіяра до 1716 року призначається субедаром (намісником) Бенгалії та Орісси. У 1717 році приймає титул набоба й стає фактично незалежним правителем.
Було проведено податкову реформу та реформу із збирання данини. Муршид кулі-хан віддав у Бенгалії право збору земельного податку відкупникам 9системаіджара). Водночас більшість джагірів (маєтностей за службу) переніс до Орісси. Для збирання податків використовував виключно індусів. Для більш зручного керування державою заснував столицю Муршидабад (неподалік від Патни).
У 1727 році його наслідував зять Шуджа-уд-дін Мухаммад-хан, який приєднав до своїх володінь Біхар. Після пограбування Надір-шахом Делі перестав надсилати кошти до Великих Моголів. У 1739 році спадкоємцем останнього став його син Сарфараз-хан Бахадур. Проте у 1740 році його переміг у битві при Гіріа впливовий сановник Аліверди-хан, який став новим набобом.
За час правління Аліверди-хана Бенгалія зазнала у 1742–1751 роках нападів з боків маратхів роду Бхонсле. У 1751 році було укладено мир з маратхами, згідно якого фактично передав Бхонсле Оріссу, а Бенгалія щорічно стала платити данину у 1,2 млн рупій. Річка Суварнарекха стала кордоном Бенгалії. Водночас став отримувати дотації від іноземних факторій за право вести торгівлю. Після смерті Аліверди-хана у 1756 році набобом став його онук Сірадж-уд-Даула.
Новий набоб вирішив приборкати амбіції Британської Ост-Індської компанії. У 1756 році захопив факторію у Касімбазарі, а потім оволів Калькутою. Проте вже у 1757 році англійці на чолі з Робертом Клавом повернули собі Калькуту. було укладено мирний договір, за яким англійці повернули собі колишні привілеї, отримала компенсацію за втрачено майно, право на карбування монети. Водночас розпочалася військові дії між англійцями та французами у рамках Семирічної війни, а афганська армія на чолі з Ахмед-шахом Абдалі захопив Делі та Матхуру. В цих умовах становище набоба похитнулося. До того ж він погиркався з впливовими сановниками Мір Джафаром, Рой Дурлабхом, Яр Латіф-ханом та банкирами Сетхами. В цих умовах відбулася битва при Плессі, в якій Сірадж-уд-Даула практично не вступивши у бій зазнав поразки внаслідок загальної зради.
Новим набобом ста Мір Джафар. Проте сподівання останнього зберегти статус, який мали колишні правителі Бенгалії, виявилися марними. Мір Джафар вимушений був віддати англійцям заміндар у 24 паргани у дельті Гангу, відмовитися від інших союзів, окрім з Британською Ост-Індською компанією, зобов'язався нести видатки на утримання англійської армії. З цього моменту Бенгалія потрапила у залежність від Компанії. Мір Джафару довелося сплати 17,7 млн рупій жителям Калькути. У 1759 році Роберт Клайв отримав право на збирання податків з 24 парганів. В цих обставинах набоб намагався повернути незалежність. Проте спроби спиратися на голландців виявилися марними. В результаті англійці скинули Мір Джафара у 1760 році, поставивши його зятя Мір Касіма.
Мір Касім на деякий час зумів відновити фінансову та політичну стабільність. Зрештою спроби Мір Касіма відновити незалежність призвело до війни з англійцями, які у 1763 році зазнали низку поразок бенгальцям. Був вимушений втікати до Ауда. У 1764 році у битві при Буксарі мір Касім разом із союзниками був остаточно розбитий.
Англійці ще у 1763 році повернули на трон Мір Джафару. Його правління було номінальним. Зі смертю у 1765 році Мір Джафара набобство бенгалія перестало існувати й перейшло повністю під владу англійців.

## Набоби
- Муршид Кулі-хан (1717–1727)
- Шуджа-уд-дін Мухаммад-хан (1727–1739)
- Сарфараз-хан Бахадур (1739–1740)
- Аліверди-хан (1740–1756)
- Сірадж-уд-Даула (1756–1757)
- Мір Джафар (1757–1760)
- Мір Касім (1760–1763)
- Мір Джафар (1763–1765) — вдруге